# Dracula tsubotae
Dracula tsubotae är en orkidéart som beskrevs av Carlyle August Luer. Dracula tsubotae ingår i släktet Dracula och familjen orkidéer. Inga underarter finns listade i Catalogue of Life.